# Eje 10 Sur
El Eje 10 Sur es el eje vial más extenso de la Ciudad pero pierde su continuidad debido a la interrupción del mal trazo de algunas calles, entre Av. Pedro Enríquez Ureña y Av. Santa Ana en la delegación Coyoacán. Su longitud es de aproximadamente 32 km en donde adquiere diferentes nombres de acuerdo a su entorno. Atraviesa las delegaciones Álvaro Obregón, Coyoacán, Iztapalapa y Tláhuac; así como una pequeña parte del municipio mexiquense Valle de Chalco Solidaridad. Su orientación es de Poniente a Oriente y viceversa por el sur de la ciudad.

## San Jerónimo (Blvd. Adolfo Ruiz Cortines-Insurgentes Sur)
Va desde el distribuidor vial San Jerónimo hasta la Avenida Universidad pasando a un costado de la colonia Jardines del Pedregal con dirección Poniente-Oriente
Canoa (Blvd. Adolfo Ruiz Cortines- Fraternidad)
El primer tramo Eje 10 sur Canoa abarca desde el distribuidor vial de San Jerónimo; atravesando la zona de Tizapan y Loreto hasta la calle de Fraternidad y Moctezuma. Canoa es una salida principal para ingresar al anillo periférico, hacia San Jerónimo, Pedregal y Magdalena Contreras.

## Rio Magdalena, Joaquín Gallo (Fraternidad-Insurgentes Sur)
A partir del Hospital de Gineco-Obstetricia del IMSS hasta Plaza Loreto seguido por la zona de San Ángel en la Avenida de los Insurgentes Sur, sigue siendo una sola dirección de oriente a poniente. Desde de Insurgentes Sur; corre paralela a la avenida San Jerónimo, cuyo trazo es en dirección contraria. Obtiene el nombre de Joaquín Gallo a partir de Insurgentes Sur hasta Av. Universidad. De igual manera termina su recorrido dentro de la delegación Álvaro Obregón y se inicia en Coyoacán.

## Copilco (Insurgentes Sur- Cerro del agua)
Comienza en la zona de San Ángel en la Avenida de los Insurgentes Sur, cruzando Avenida Universidad y Metro Copilco cerca de Ciudad Universitaria, tiene dirección en ambos sentidos y termina en la calle de Cerro del agua e ingeniería.

## Pedro Enríquez Ureña (Cerro de agua- Av. Aztecas)
A partir de la calle Cerro de agua y del metro Copilco, este eje vial cambia su nombre por Pedro Enríquez Ureña, la avenida es más amplia y la divide un camellón para separar ambas direcciones, atraviesa la zona del Pedregal de Santo Domingo y finaliza en la avenida Aztecas, en donde termina la continuidad como eje 10 Sur.

## Santa Ana (Canal de Miramontes-Av. Tláhuac)
Vuelve a empezar el Eje 10 sur después del rompimiento de continuidad provocado por las calles zigzagueantes cercanas a División del Norte y Calzada de Tlalpan. Santa Ana se inicia en el cruce de Calzada de la Virgen con Eje 1 Oriente Canal de Miramontes; pasando por la zona de Culhuacán. Posteriormente cruza el Eje 2 Oriente Heroica Escuela Naval Militar; y el Eje 3 Oriente Av. Armada de México. A un costado pasa por la Escuela Superior de Ingeniería Mecánica y Eléctrica del Politécnico hasta llegar al Canal Nacional, que a su vez se encarga de dividir a la Delegación Coyoacán con la Delegación Iztapalapa. Es aquí donde termina Av. Santa Ana para convertirse en Avenida Tláhuac.

## Av. Tláhuac (Santa Ana, Luis Galván – Ojo de Agua)
A pesar de que Avenida Tláhuac no está establecida con equipamiento de eje vial cumple con el objetivo de este, se inicia en avenida Santa Ana y Luis Galván en la delegación Iztapalapa, cruzando por el pueblo de San Andrés y Santa María Tomatlán, así como la zona de Lomas Estrella y El Vergel. Cruza el Anillo Periférico Canal de Garay, para entrar a San Lorenzo Tezonco y posteriormente entra en territorio de la Delegación Tláhuac, hasta llegar a la calle Ojo de agua en San Francisco Tlaltenco. En la mayor parte de Avenida Tláhuac el recorrido es de doble sentido dividido por el camellón de columnas que sostiene al viaducto elevado de la Línea 12 del Metro, hasta llegar a la avenida San Rafael Atlixco el sentido es en dirección Oriente.
Antonio Béjar, Monte de las Cordilleras (San Rafael Atlixco- Carretera a Santa Catarina)
Este tramo comienza en la Avenida San Rafael Atlixco a la altura de la estación terminal Tláhuac doblando por Monte de las Cordilleras hasta llegar a la Carretera a Santa Catarina, cabe destacar que la dirección es hacia el oriente ya que para ir al poniente desde la Carretera a Santa Catarina, el eje 10 incluye a las calles General Pedro María Anaya y Ojo de Agua para incorporarse a Avenida Tláhuac.

## Santa Catarina (Monte de las cordilleras- Autopista México Puebla)
A partir de la Calle Monte de las cordilleras, El eje 10 Sur toma el nombre de Carretera a Santa Catarina desde Tlaltenco y la Colonia Selene, ya que la avenida se convierte en carretera de alta velocidad para entrar al pueblo de Santa Catarina Yecahuízotl y al mismo tiempo para salir del Distrito Federal por la Autopista México Puebla. Parte del Eje 10 Sur dentro del Pueblo de Santa Catarina Yecahuízotl es al mismo tiempo límite del Distrito Federal con el Estado de México, colindando con el municipio de Valle de Chalco con Tláhuac, aunque hay problemas de confusión en cuanto a territorio ya que hay disputa de algunas colonias que pertenecen al Distrito Federal y fueron otorgadas al Estado de México cuyos colonos se rehúsan a pertenecer a esa entidad. Existe la conjetura de que el Eje 10 se extiende aún más hasta la Carretera Federal México Puebla por la Avenida de los Santos, en Valle de Chalco, ya que cuenta con el equipamiento y semaforización de Eje vial sin que sea considerado como tal en la construcción de la línea A del Metro de la Ciudad de México de La Paz a la Terminal Chalco.